# Argyrogrammana sublimis
Espèce
Argyrogrammana sublimis est une espèce d'insectes lépidoptères de la famille des Riodinidae et du genre Argyrogrammana.

## Dénomination
Argyrogrammana sublimis a été décrit par Christian Brévignon et Jean-Yves Gallard en 1998 sous le nom de Argyrogrammana stilbe sublimis une sous-espèce de Argyrogrammana stilbe mais a été élevé au rang d'espèce par Hall et Willmott en 1996.

## Description
Argyrogrammana sublimis est un papillon au dessus des ailes jaune orangé chez le mâle, jaune chez la femelle, avec dans les deux sexes la même ornementation de petites taches marron organisées en lignes et une fine ligne submarginale gris métallisé. Le revers est semblable en plus clair.

## Écologie et distribution
Argyrogrammana sublimis est présent en Guyane, au Costa-Rica, en Équateur et au Brésil.

### Biotope
Il réside dans la forêt tropicale.